# Upsala-bröd

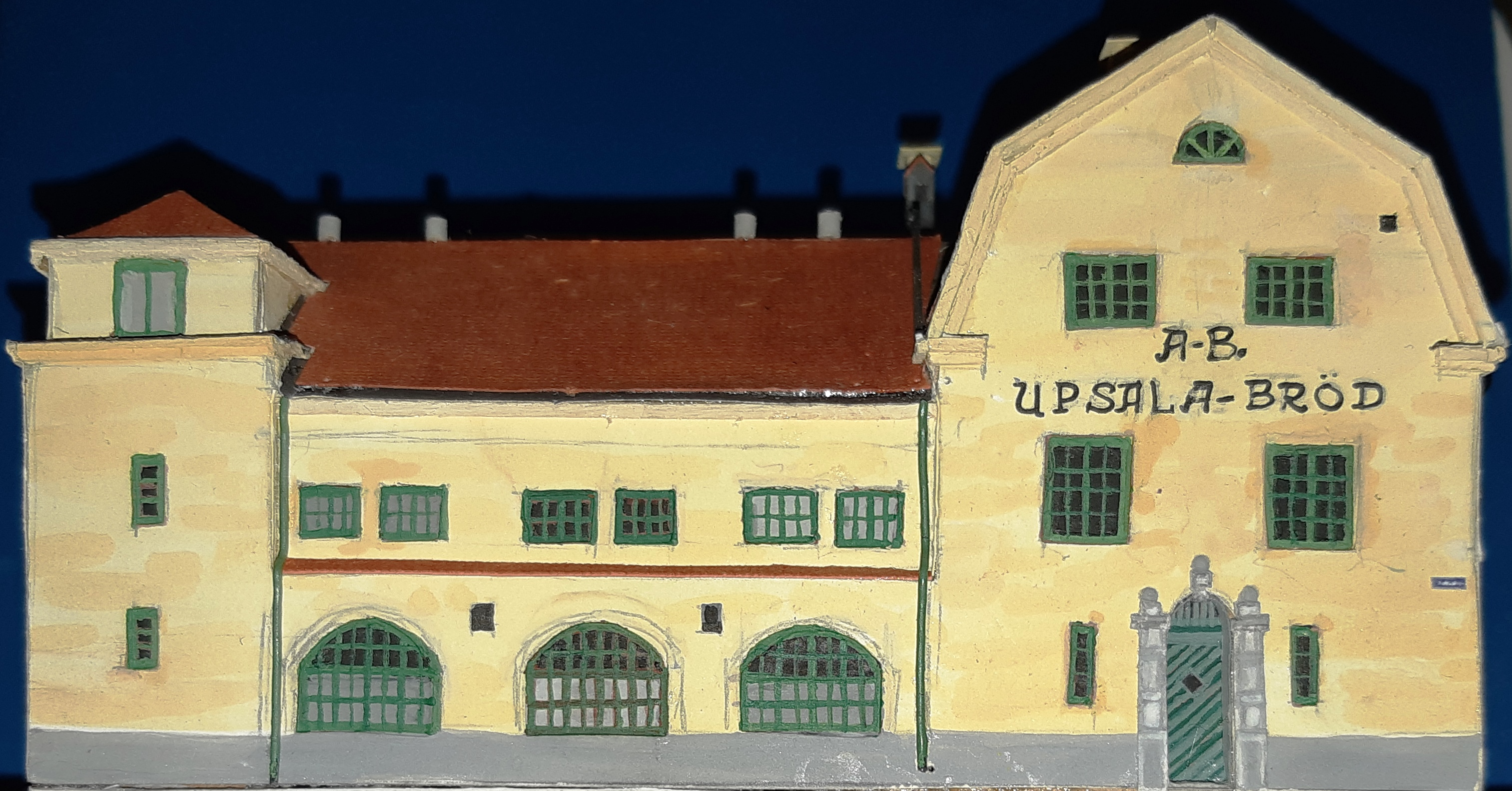
En modell av hur fabriken ka ha sett ut.

A.-B. Upsala-Bröd var en spis- och knäckebrödstillverkare i Uppsala. Företaget grundades 1918 men togs 1925 över av G.W. Åkerblom. Fabriken var belägen vid Storgatan 32. Företaget innehade även tomten vid Storgatan 30, men där byggdes ett hantverkshus som invigdes i september 1951. Den ursprungliga fabriken var ritad av ingenjören Victor Holmgren, men kom att byggas ut. Den så kallade ”Valskvarns-koncernen” under familjen Edlunds ledning blev storägare och under 1940-talet inleddes ett samarbete med Wasabröd i Filipstad. Bl.a. planerades en kexfabrik i Uppsala och en tomt inköptes i Kungsängen i södra Uppsala. 
1966 såldes fabriken till Wasabröd som 1969 flyttade tillverkningen vid uppsalafabriken till några av sina övriga fabriker. Gunilla-knäcket levde kvar i Wasabröds sortiment en bit in på 1970-talet. Upsala-Bröd hade också flyttat sin kontors- och försäljningsdel till lokaler vid Björkgatan 61–63 där även Wasabröd kom att ha sitt uppsalakontor. Den gamla fabriken revs efter nedläggningen och sedan 1973 står på tomten en kontorsbyggnad.

## Externa länkar

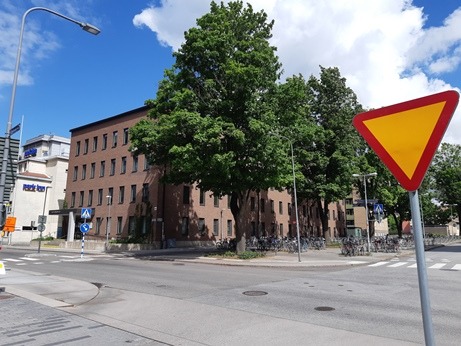
Storgatan 32 i Uppsala med huset från 1973.